# Vloekverbod (Nederland)
Een vloekverbod is een verbod op vloeken. Concreter doelt men hiermee op het vloekverbod dat diverse Nederlandse gemeenten hebben ingevoerd door het in de Algemene Plaatselijke Verordening (APV) op te nemen.

## Geschiedenis
Al in de 19e eeuw besloten diverse gemeenten van gereformeerde signatuur een vloekverbod op te nemen in de APV, toen nog Algemene Politieverordening geheten. Dit was een reactie op het uitblijven van nationale wetgeving over het strafbaar stellen van godslastering, waar de in meerderheid liberale politici destijds niets in zagen. De Rijksoverheid vond echter dat het strafbaar stellen van godslastering ook niet de taak van de gemeenten was. Op 3 december 1886 werd daarom bij Koninklijk Besluit de bepaling in de APV van de Friese gemeente Wonseradeel die openbare godslastering verbood, vernietigd wegens strijdigheid met het algemeen belang. Een andere klassieke zaak is het arrest van de Hoge Raad van 14 februari 1922, bekend als "de Wilnisser visser", over een man die het verbod op zondag te vissen uit de APV van de gemeente Wilnis had overtreden. De Hoge Raad verklaarde deze bepaling, die elk vissen op zondag verbood, onverbindend, omdat zij zo ruim was geformuleerd dat zij ook het vissen buiten de openbaarheid verbood en aldus de 'huishouding' (taken en bevoegdheden) van een gemeente oversteeg. Hier was het beginsel van de onsplitsbare wilsverklaring in het geding en niet zozeer de onmogelijkheid om openbaar vissen op zondag te verbieden. Soortgelijke bepalingen werden in andere gemeenten dan ook intact gelaten en in de gemeente Werkendam werd in 1904 zelfs daadwerkelijk iemand veroordeeld op basis van de APV die "misbruik maken van Gods Heiligen Naam" en het "bezigen van Godslasterlijke vloeken" verbood op straffe van een geldboete van 25 gulden.
In de jaren twintig zorgde het algemeen kiesrecht ervoor dat de liberalen hun meerderheid moesten afstaan aan de confessionele partijen. Het inmiddels opnieuw ingevoerde vloekverbod van Wonseradeel bleef hierdoor buiten schot. De christelijke regering zag er geen bezwaar in, omdat het naar haar overtuiging onder handhaving van de openbare zedelijkheid viel, waarvoor de gemeenten wel een regulerende taak hebben. In november 1932 werd smalende godslastering op initiatief van minister Donner van Justitie door het Rijk zelf strafbaar gesteld in het Wetboek van Strafrecht (artikel 147, ook wel de 'Lex Donner' genoemd), naar aanleiding van enkele publicaties van vrijdenkers en communisten die destijds veel ophef veroorzaakten.
Pas in de jaren tachtig kwamen de lokale vloekverboden weer onder de aandacht. Een aantal Noord-Veluwse gemeenten had een vloekverbod in de APV opgenomen, door het als een overtreding strafbaar te stellen met een boete van de eerste categorie. In deze gemeenten, waar de gemeentepolitiek gedomineerd werd door de (kleine) confessionele partijen SGP, GPV en ARP (later CDA en RPF), werd vloeken door een meerderheid van de gemeenteraad uiterst krenkend gevonden. Op 5 juni 1986 vernietigde de Kroon bij Koninklijk Besluit de vloekverboden in zeven Veluwse gemeenten, omdat deze strijdig geacht werden met artikel 7 van de Grondwet, die vrijheid van meningsuiting garandeert. De meeste andere gemeenten die nog een vloekverbod handhaafden, kozen er daarna voor om het verbod te schrappen en vloeken niet meer te bestraffen.
De laatste jaren is echter in verschillende gemeenten de wenselijkheid van een vloekverbod door SGP en ChristenUnie opnieuw aan de orde gesteld. Door in de formulering meningen als bedoeld in artikel 7 van de Grondwet van het vloekverbod uit te sluiten, is geprobeerd het verbod juridisch houdbaar te maken. Het is daardoor echter ook praktisch onuitvoerbaar geworden, want elke overtreder kan zich er met een beroep op de vrijheid van meningsuiting aan onttrekken en indien iemand een eventuele boete aanvecht, zal de rechter hem of haar op grond daarvan altijd gelijk geven. Desalniettemin benadrukken partijen als SGP en ChristenUnie dat het vloekverbod als bepaling in de APV een belangrijke symbolische waarde heeft in de strijd tegen taalverruwing.
Toch stranden voorstellen voor het opnemen van een vloekverbod vaak op de weigering van andere dan de christelijke partijen, die behalve de onuitvoerbaarheid (voor het CDA in diverse gemeenten een reden om tegen te stemmen) ook de gerichtheid op vloeken in het bijzonder bekritiseren. Om het vloekverbod voor andere partijen aanvaardbaarder te maken, heeft de ChristenUnie in Bodegraven daarom in 2006 met succes voorgesteld een bepaling in de APV op te nemen die slechts in algemene zin "het bezigen van ruwe of onzedelijke taal" verbiedt.
In juni 2018 schrapte de gemeente Papendrecht haar vloekverbod omdat het te ingewikkeld en onhandhaafbaar was. Volgens een raadslid was er tot dan toe 'in alle gemeenten waar dit verbod nog geldt nog nooit een boete uitgedeeld'. In oktober 2019 voerde de naburige fusiegemeente Molenlanden juist een vloekverbod in; in reactie stelden enkele juristen dat vloekverboden artikel 7 van de Nederlandse Grondwet schenden.

## Overzicht van gemeenten met een vloekverbod in de APV

Kaart van gemeenten met een vloekverbod (situatie november 2024)

Een overzicht van de gemeenten met bepalingen in de APV die het vloekverbod regelen:

### Barneveld
- Hoofdstuk 3 Openbare zedelijkheid en gezondheid
  - Paragraaf 5 Openbare zedelijkheid en gezondheid
    - Artikel 95 Vloeken; ruwe of onzedelijke taal
      1. Het is verboden in het openbaar de naam van God vloekende te gebruiken.
      2. Het is verboden in het openbaar ruwe of onzedelijke taal te gebruiken.
      3. Het bepaalde in het eerste en tweede lid geldt niet voor zover gedachten of gevoelens worden geopenbaard als bedoeld in artikel 7 van de Grondwet of indien het Wetboek van Strafrecht van toepassing is.

### Bunschoten
- Hoofdstuk 2. Openbare orde
  - Afdeling 4a Vloekverbod
    - Artikel 2:9 Vloekverbod
      1. Het is verboden in het openbaar de naam van God vloekende te gebruiken.
      2. Het is verboden in het openbaar ruwe of onzedelijke taal te gebruiken.
      3. Het verbod geldt niet voor zover het betreft het openbaren van gevoelens of gedachten, zoals bedoeld in artikel 7 van de Grondwet of als het Wetboek van Strafrecht van toepassing is.[7]

### Elburg
- Hoofdstuk 3 Seksinrichtingen, straatprostitutie, sekswinkels en dergelijke en openbare zedelijkheid
  - Afdeling 2 Overige onderwerpen betreffende de openbare zedelijkheid
    - Artikel 3.2.3 Vloeken
      1. Het is verboden in het openbaar de naam van God vloekende te gebruiken.
      2. Het is verboden in het openbaar ruwe of onzedelijke taal te gebruiken.
      3. Het bepaalde in lid 1 geldt niet indien het Wetboek van Strafrecht van toepassing is.

### Ermelo
- Hoofdstuk 5 Andere onderwerpen betreffende de huishouding der gemeente
  - Afdeling 6 Openbare fatsoensnormen
    - Artikel 5:22 Openbare fatsoensnormen
      1. Het is verboden in het openbaar de naam van God vloekende te gebruiken.
      2. Het is verboden in het openbaar ruwe of grove taal te gebruiken.
      3. Het bepaalde in het eerste en tweede lid geldt niet voor zover gedachten of gevoelens worden geopenbaard als bedoeld in artikel 7 van de Grondwet of indien het Wetboek van Strafrecht van toepassing is.

### Krimpen aan den IJssel
- Hoofdstuk 5 Andere onderwerpen betreffende de huishouding der gemeente
  - Afdeling 7 Vloekverbod
    - Artikel 5.7.1 Vloekverbod
      1. Het is verboden in het openbaar de naam van God vloekende te gebruiken.
      2. Het in het eerste lid gestelde verbod geldt niet voor zover gedachten of gevoelens worden geopenbaard als bedoeld in artikel 7 van de Grondwet of voor zover het Wetboek van Strafrecht van toepassing is.

### Molenlanden
Op 1 januari 2019 fuseerden Molenwaard en Giessenlanden tot Molenlanden. In Molenwaard gold een vloekverbod, in Giessenlanden niet; na de fusie stelde het college van burgemeester en wethouders voor om het vloekverbod te schrappen. In oktober 2019 besloot een meerderheid in de gemeenteraad echter toch een vloekverbod in te voeren in de fusiegemeente Molenlanden.

### Nijkerk
- Hoofdstuk 5 Andere onderwerpen betreffende de huishouding der gemeente
  - Afdeling 7 Vloeken
    - Artikel 5.7.1 Vloekverbod
      1. Het is verboden in het openbaar de naam van God vloekende te gebruiken.
      2. Het in het eerste lid gestelde verbod geldt niet voor zover gedachten of gevoelens worden geopenbaard zoals bedoeld in artikel 7 van de Grondwet, dan wel de artikelen 137c, 137e, 147 of 429bis van het Wetboek van Strafrecht van toepassing zijn.

### Nunspeet
- Hoofdstuk C Seksinrichtingen, sekswinkels, straatprostitutie, en dergelijke
  - Afdeling 5 - Overgangsbepaling
    - Artikel C17 - Vloeken
      1. Het is verboden in het openbaar de naam van God vloekende te gebruiken.
      2. Het in het eerste lid gestelde verbod geldt niet voor zover gedachten of gevoelens worden geopenbaard als bedoeld in artikel 7 van de Grondwet, of voor zover het Wetboek van Strafrecht van toepassing is.

### Putten
- Hoofdstuk 5 Andere onderwerpen betreffende de huishouding van de gemeente
  - Afdeling 7 Vloeken
    - Artikel 5.7.1 Vloekverbod
      1. Het is verboden in het openbaar de naam van God vloekende te gebruiken.
      2. Het in het eerste lid gestelde verbod geldt niet voor zover gedachten of gevoelens worden geopenbaard als bedoeld in artikel 7 van de Grondwet.

### Reimerswaal
- Hoofdstuk 2 Openbare orde
  - Afdeling 4: Maatregelen tegen overlast en baldadigheid
    - Artikel 2.4.7a Vloeken en bezigen van onwelvoeglijke taal
      1. Het is verboden om in het openbaar Gods Naam te misbruiken dan wel onwelvoeglijke taal te bezigen die kwetsend is voor groepen en personen zoals bedoeld in artikel 1 van de Grondwet.
      2. Het in het eerste lid gestelde verbod geldt niet voor zover gedachten en gevoelens worden geopenbaard als bedoeld in artikel 7 van de Grondwet, of indien de artikelen 137c, 137e, 147 en 429bis van het Wetboek van Strafrecht van toepassing zijn.

### Rijssen-Holten
- Hoofdstuk 2 Openbare orde
  - Afdeling 4 Maatregelen tegen overlast en baldadigheid
    - Artikel 2.4.7a Vloekverbod/bezigen onwelvoeglijke taal
      1. Het is verboden in het openbaar Gods naam oneigenlijk te gebruiken dan wel onwelvoeglijke taal te bezigen die kwetsend is als bedoeld in artikel 1 van de Grondwet.
      2. Het verbod geldt niet voor zover gedachten of gevoelens worden geopenbaard als bedoeld in artikel 7 van de Grondwet, dan wel in het daarin geregelde onderwerp wordt voorzien door de artikelen 137c, 137e, 147 en 429bis van het Wetboek van Strafrecht.

### Staphorst
- Hoofdstuk 2 Openbare orde
  - Afdeling 4: Maatregelen tegen overlast en baldadigheid
    - Artikel 2.4.26 Vloekverbod
      1. Het is verboden in het openbaar de Naam van God vloekende te gebruiken.
      2. Het in het eerste lid gestelde verbod geldt niet voor zover gedachten of gevoelens worden geopenbaard als bedoeld in artikel 7 van de Grondwet dan wel de artikelen 137c, 137e, 147 en 429bis van het Wetboek van Strafrecht.

### Tholen
- Hoofdstuk 2 - Openbare orde
  - Afdeling 1 - Orde en veiligheid op de weg
    - Paragraaf 7 - Godslastering
      - Artikel 2.1.7.1 - Godslastering
        1. Het is verboden in het openbaar de naam van God vloekende te gebruiken.
        2. Het in het eerste lid gestelde verbod geldt niet voor zover in het daarin geregelde onderwerp wordt voorzien in artikel 7 van de Grondwet of het Wetboek van Strafrecht.

### Urk
- Hoofdstuk 2 Openbare orde
  - Afdeling 1 Orde en veiligheid op de weg
    - Paragraaf 4a Vloekverbod
      - Artikel 2.1.4a.1 Vloekverbod
        1. Het is verboden in het openbaar de naam van God vloekende te gebruiken.
        2. Het is verboden in het openbaar ruwe of onzedelijke taal te gebruiken.
        3. Het bepaalde in lid 1 en 2 geldt niet voor zover het betreft het openbaren van gevoelens of gedachten, zoals bedoeld in artikel 7 van de Grondwet of indien het Wetboek van Strafrecht van toepassing is.

## Gemeenten die hun vloekverbod hebben afgeschaft

### Papendrecht
Tot juni 2018 had de gemeente Papendrecht de volgende bepalingen opgenomen in haar APV:
- Artikel 2:47 A Verbod vloeken
  1. Het is verboden in het openbaar de naam van God vloekende te gebruiken.
  2. Het in lid 1 gestelde verbod geldt niet voor zover gedachten of gevoelens worden geopenbaard als bedoeld in artikel 7 van de Grondwet, dan wel in het geregelde onderwerp wordt voorzien door artikel 137c, 137e, 147 en 429 bis van het Wetboek van Strafrecht.

In juni 2018 besloot het college van burgemeester en wethouders echter om de bepalingen te schrappen, omdat het volgens de burgemeester onnodig ingewikkeld was om te constateren of iemand per ongeluk of expres vloekte en bovendien moeilijk te handhaven. De SGP-fractie diende een motie in om het vloekverbod te behouden om 'kwetsend taalgebruik en taalverruwing' te voorkomen, maar de gemeenteraad stemde met een meerderheid van 14 tegen 9 in met de afschaffing. Volgens een raadslid was er tot dan toe 'in alle gemeenten waar dit verbod nog geldt nog nooit een boete uitgedeeld'.